# HighMAT
HighMAT（ハイマット）はHigh Performance Media Access Technologyの略語で、音声・画像・動画のデジタルデータをパーソナルコンピュータを利用してCD-RやCD-RWなどのメディアに記録するための規格の事。松下電器産業(現：パナソニック)とマイクロソフトが2002年に共同開発した。

## 概説
これまでPC上で作成したCD-Rなどのメディアは、一般のオーディオビジュアル機器での再生ができなかったり、読み込みに非常に時間がかかるなどの問題が多かったが、このHighMAT規格にもとづいてデータを記録する事により、これらの問題が解消される。音声用フォーマットであるWMA("WMA lossless"で圧縮した音楽やDRMで保護されたコンテンツには対応しない)やMP3、画像用のフォーマットであるJPEG、動画用フォーマットWMVやMPEG-4などのファイルとそれぞれのメタデータやサムネイル画像などをPCとオーディオビジュアル機器双方で利用できるようになる。

## 規格
扱うデータによって規格のレベルがあり、以下の三種類となる。
- レベル1対応…音声コンテンツ(WMA,MP3)
- レベル2対応…音声コンテンツと画像コンテンツ(JPEG)に対応
- レベル3対応…音声コンテンツ、画像コンテンツ、動画コンテンツ(WMV,MPEG-4)

## 制限
- 一枚に収録できる音楽コンテンツは450個、画像コンテンツは999個、動画コンテンツは200個まで。
- ファイル名はUnicodeで108字まで(再生機器により正常に表示されない場合もある)。
- プレイリストは200個まで。一つのプレイリストに登録できるコンテンツは999個まで。
- ディレクトリは400個まで。

## サポート
マイクロソフトは、HighMATフォーマットのサポートを終了している。